# Dwór w Rzekach Wielkich
Dwór w Rzekach Wielkich – zabytkowy dwór w Rzekach Wielkich w powiecie częstochowskim. Wpisany do rejestru zabytków woj. śląskiego pod nr 606-X-56 z datą z 30 czerwca 1954 roku oraz pod nr 239/67 z datą z 27 grudnia 1967 roku. Zespół dworsko-parkowy zajmuje 2,33 ha powierzchni ziemi. Od południa graniczy z rzeką Wartą.

## Historia
Zespół dworski w Rzekach Wielkich (w tym dwór drewniano–murowany i park) powstał w czasach, gdy miejscowość należała do Komornickich herbu Nałęcz. W drugiej połowie XVIII wieku do Rzek przeniosło się czterech braci z tego rodu: Urban, Michał, Jan i Aleksander. Jan Komornicki, który w 1778 roku spłacił udziały braci, stał się jedynym właścicielem tutejszego majątku. Jan, syn Antoniego i Magdaleny z Rogayskich w 1768 roku pełnił urząd pisarza grodzkiego piotrkowskiego, od 1779 roku był podwojewodzim oraz regentem grodzkim, piotrkowskim. W latach 1778–1791 właśnie on wzniósł obecny dwór, który został gruntownie przebudowany około roku 1810. Dwór przedstawiony na mapie z 1791 roku miał odmienną orientację i inny układ folwarków. W pierwszej połowie XIX wieku właścicielem folwarku w Rzekach był syn Jana Władysław Komornicki, wójt gminy Rzeki. W 1856 roku Komorniccy sprzedali tutejszy majątek Franciszkowi Salezemu Chrzanowskiemu herbu Suchekomnaty, który zapisał się w historii jako dobry gospodarz i patriota. W roku 1863 wspierał czynnie powstanie styczniowe, a także służył opieką miejscowemu chłopstwu. W początkach XX wieku spadkobiercami dworu stali się Szwajcerowie (Szwejcerowie) i Łąccy. W 1923 roku nabyty został przez Aleksandra Chrzanowskiego, kombatanta wojny polsko-bolszewickiej w 1920, będącego zresztą krewnym poprzednich właścicieli o tym nazwisku. W latach międzywojennych majątek podupadał głównie wskutek zniszczeń, których doznał podczas I wojny światowej. Gospodarowaniu nie sprzyjały także lata tzw. wielkiego kryzysu. Gdy wybuchła II wojna światowa, Chrzanowski, który cudem uniknął śmierci z rąk Niemców, był nękany przez nich rekwizycjami. Dwór został też obrabowany przez miejscowych, należących do Polskiej Partii Robotniczej, dla której gospodarz majątku był „wrogiem klasowym”. Po wkroczeniu wojsk sowieckich i zainstalowaniu w Polsce stalinowskiego rządu, Aleksander Chrzanowski musiał opuścić Rzeki. W sędziwym wieku zmarł w 1991 roku w Warszawie. Zabudowania folwarczne zostały rozebrane po 1945 roku.
Obecnie w budynku dworu mieści się Zespół Szkół w Garnku Szkoła Podstawowa w Garnku Filia w Rzekach Wielkich oraz przedszkole.

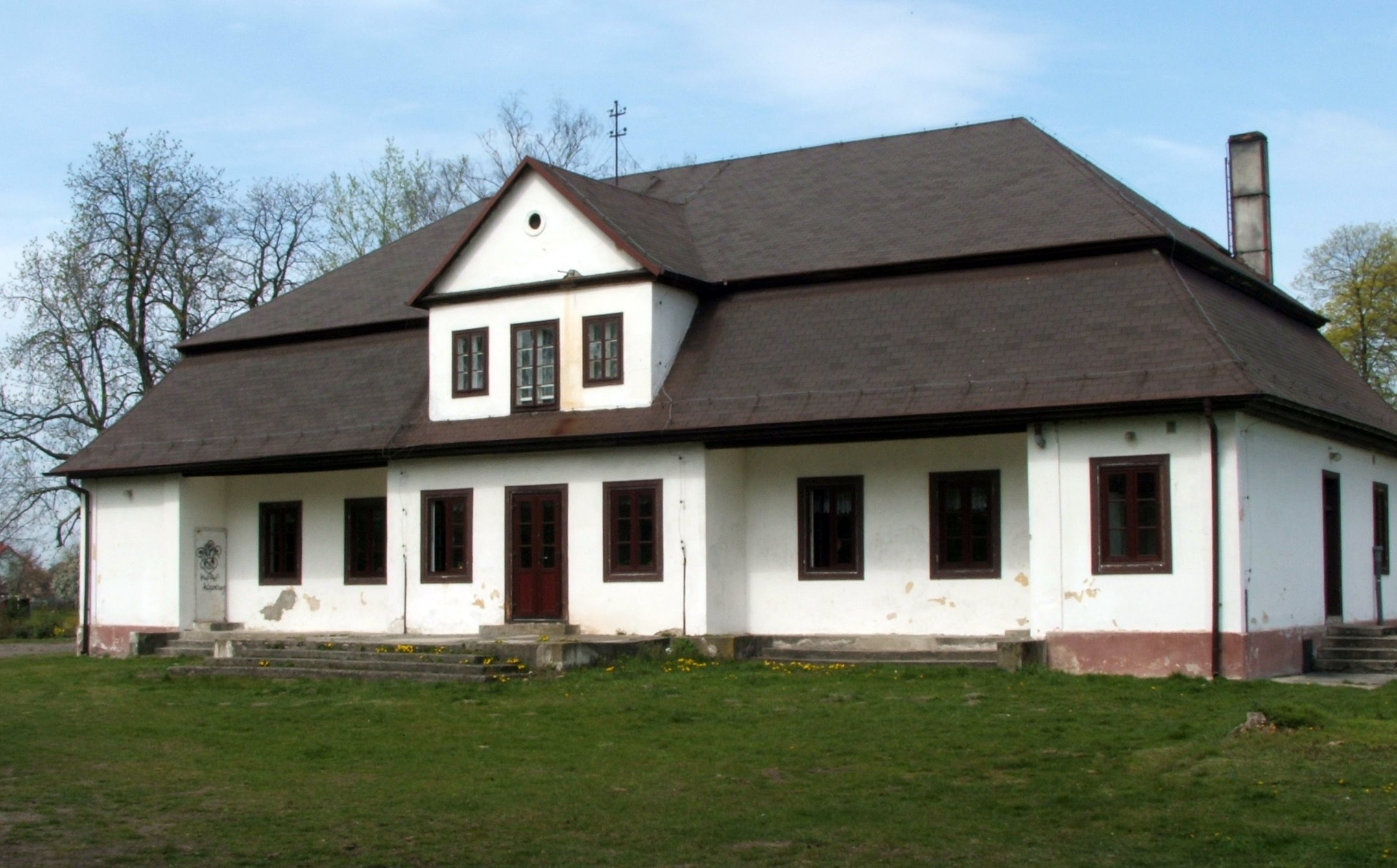
Dwór od strony południowej